# Robert Clayton
Robert Clayton (Dublin, 1695-Clogher, 26 février 1758) est un évêque protestant irlandais connu pour son Essai sur l'Esprit.
Connu pour ses croyances peu orthodoxes, ses détracteurs l'ont accusé de ne pas être chrétien. Au moment de sa mort, il faisait face à des accusations d'hérésie.

## Biographie
Fils aîné des huit enfants du révérend éponyme, il est éduqué par Zachary Pearce à Westminster School. Entré à Trinity College (Dublin), il obtient tous ses diplômes de 1714 (B.A.) à 1730 (D.D.) et voyage en Italie et en France.
Évêque de Killala (1729-1730) puis de Cork et Ross (1735) et de Clogher (1745), il est élu en 1752 à la Society of Antiquaries of London.

## Œuvres
- Introduction à l'histoire des Juifs, 1747
- Défense de la chronologie de la Bible, 1748
- Défense de l'Ancien et du Nouveau Testament, 1754-1757